# Felix Salmond
Felix Adrian Norman Salmond (Londres, 19 novembre 1888 – New York, 20 février 1952) est un violoncelliste et professeur britannique qui a connu le succès au Royaume-Uni et aux États-Unis,.

## Biographie

### Formation
Salmond naît au sein d'une famille de musiciens professionnels. Son père était un baryton et sa mère était une pianiste qui avait étudié avec Clara Schumann. À l'âge de douze ans, Salmond a commencé à étudier avec le violoncelliste William Whitehouse. Quatre ans plus tard, il remporte une bourse pour continuer ses études avec Whitehouse à l'Académie royale de musique de Londres. Il se perfectionne au Conservatoire de Bruxelles à dix-neuf ans, où il a étudié pendant deux ans, avec Édouard Jacobs.
Il fait ses débuts au concert en 1908, en interprétant la Fantasy Trio en ut mineur de Frank Bridge et le premier quatuor avec piano en sol mineur de Johannes Brahms ; avec la mère de Salmond au piano, Maurice Sons au violon et Bridge à l'alto. Le récital, donné à la Salle Bechstein, est très réussi, conduisant à de nombreux engagements ultérieurs pour Salmond. Il donne alors des récitals à travers la Grande-Bretagne et apparaît, entre autres, avec le Queen's Hall orchestra, le London Symphony Orchestra et le Hallé Orchestra. Il effectue également des tournées en Amérique au sein d'un quatuor avec piano et cordes composé d'Harold Bauer, Bronisław Huberman et Lionel Tertis

### Salmond et Elgar
La première Guerre mondiale empêche Salmond de développer sa carrière internationale, mais après la guerre, il reprend la construction d'une réputation dans la musique de chambre. Ses interprétations au cours de cette période, comportaient la création, le 21 mai 1919, du Quatuor à cordes en mi mineur et du Quintette avec piano en la mineur d'Edward Elgar, au Wigmore Hall (la Bechstein Hall nouvellement renommée),,.
Après les exécutions de son quatuor, Elgar confie à Salmond la partie soliste de son œuvre la plus personnelle et sincère, lors de la création de son Concerto pour violoncelle en mi mineur avec le London Symphony Orchestra, au Queen's Hall. La première, le 26 octobre 1919, est une catastrophe. Le concert est prévu, avec Albert Coates à la direction pour le reste du concert et le compositeur lui-même, pour diriger le concerto. Coates, un homme important, était bien connu pour l'utilisation de quarante-cinq minutes de son heure de temps de répétition pour sermonner ses musiciens. Après l'heure de répétition impartie à Elgar – qui était jusque-là dans les coulisses à attendre – exceptionnellement, il explosa de colère. L'œuvre gravement sous-répétée, présentée au public a reçu de cinglantes critiques, notamment Ernest Newman qui déclare que « l'orchestre fait une exposition publique de sa misérable soi ». Elgar dit plus tard, que si ce n'était pas pour le travail diligent de Salmond dans la préparation de la pièce, il aurait retiré la pièce du concert,.

### Amérique
Le 29 mars 1922, Felix Salmond fait ses débuts américains en soliste à l'Aeolian Hall de New York. Il s'installe aux États-Unis, mais retourne cependant en Angleterre et en Europe pour ses tournées. Il est nommé professeur à la Juilliard School en 1924 et à la tête du département violoncelle au Curtis Institute of Music l'année suivante — un poste qu'il conserve jusqu'en 1942. Cependant, encore meurtri par l'expérience de la première représentation du concerto d'Elgar, il ne l'a ni enseigné ni joué en dehors d'Angleterre. Il est très apprécié en Amérique en tant que professeur. Parmi ses élèves on trouve : Orlando Cole, Suzette Forgues Halasz, Bernard Greenhouse, Leonard Rose, Daniel Saidenberg et Alan Shulman. Il reçoit également de grandes satisfactions en tant qu'interprète.  En 1924, il se produit à Carnegie Hall au sein d'un trio avec piano avec Ignacy Paderewski et le violoniste Efrem Zimbalist. Il avait un large répertoire et défendait des œuvres de compositeurs contemporains tels que Samuel Barber, Ernest Bloch et Georges Enesco – dont il a créé deux pièces. Il se rend une dernière fois en Angleterre en 1947 et meurt à New York le 20 février 1952.